# 杨塔乡
杨塔乡，是中华人民共和国甘肃省临夏回族自治州永靖县下辖的一个乡镇级行政单位。

## 行政区划
杨塔乡下辖以下地区：
冯沟村、砂宗村、胜利村、松树湾村、徐湾村、杨塔村和赵山村。